# Thamnophis mendax
Thamnophis mendax är en ormart som beskrevs av Walker 1955. Thamnophis mendax ingår i släktet strumpebandssnokar, och familjen snokar. Inga underarter finns listade i Catalogue of Life.
Denna orm har två mindre populationer i delstaten Tamaulipas i Mexiko. Arten lever i bergstrakter mellan 1000 och 1600 meter över havet. Individerna vistas i molnskogar och i andra fuktiga skogar med ekar och tallar. De gömmer sig under föremål som ligger på marken. Honor lägger inga ägg utan föder levande ungar.
Beståndet hotas av skogarnas omvandling till jordbruks- och betesmarker. Thamnophis mendax är sällsynt. IUCN kategoriserar arten globalt som starkt hotad.